# فهرست بخش‌های آندرا پرادش
فهرست بخش‌های آندرا پرادش

## بخش‌ها
| S.No | کد | بخش                | ستاد         | بزرگترین شهر | Revenue divisions | Mandals | جمعیت     | مساحت (in sq.km) | گنجایش (per sq.km) | نسبت جنسی | نقشه |
| ---- | -- | ------------------ | ------------ | ------------ | ----------------- | ------- | --------- | ---------------- | ------------------ | --------- | ---- |
| ۱    | AN | بخش انانتپور       | آنانتاپور    | آنانتاپور    | ۵                 | ۶۳      | ۴٬۰۸۳٬۳۱۵ | ۱۹٬۱۳۰           | ۲۱۳                | ۹۷۷/۱۰۰۰  |      |
| ۲    | CH | بخش چتور           | چیتور        | تیروپاتی     | ۳                 | ۶۶      | ۴٬۱۷۰٬۴۶۸ | ۱۵٬۱۵۲           | ۲۷۵                | ۹۸۵/۱۰۰۰  |      |
| ۳    | EG | بخش گوداوری شرقی   | کاکینادا     | راجاماهندری  | ۷                 | ۶۴      | ۵٬۱۵۱٬۵۴۹ | ۱۰٬۸۰۷           | ۴۷۷                | ۱۰۰۵/۱۰۰۰ |      |
| ۴    | GU | بخش گنتور          | گونتور       | گونتور       | ۴                 | ۵۷      | ۴٬۸۸۹٬۲۳۰ | ۱۱٬۳۹۱           | ۴۲۹                | ۱۰۰۳/۱۰۰۰ |      |
| ۵    | CU | بخش کدپا           | کاداپا       | کاداپا       | ۳                 | ۵۰      | ۲٬۸۸۴٬۵۲۴ | ۱۵٬۳۵۹           | ۱۸۸                | ۹۸۵/۱۰۰۰  |      |
| ۶    | KR | بخش کریشنا         | ماچیلیپاتنام | ویجیاوادا    | ۴                 | ۵۰      | ۴٬۵۲۹٬۰۰۹ | ۸٬۷۲۷            | ۵۱۹                | ۹۹۲/۱۰۰۰  |      |
| ۷    | KU | بخش کورنوول        | کورنوول      | کورنوول      | ۳                 | ۵۴      | ۴٬۰۴۶٬۶۰۱ | ۱۷٬۶۵۸           | ۲۲۹                | ۹۸۸/۱۰۰۰  |      |
| ۸    | NE | بخش نیلور          | نلور         | نلور         | ۵                 | ۵۶      | ۲٬۹۶۶٬۰۸۲ | ۱۳٬۰۷۶           | ۲۲۷                | ۹۸۶/۱۰۰۰  |      |
| ۹    | PR | منطقه پراکاسام     | اونگل        | اونگل        | ۳                 | ۵۶      | ۳٬۳۹۲٬۷۶۴ | ۱۷٬۶۲۶           | ۱۹۳                | ۹۸۱/۱۰۰۰  |      |
| ۱۰   | SR | بخش سریکاکولم      | Srikakulam   | Srikakulam   | ۳                 | ۳۷      | ۲٬۶۹۹٬۴۷۱ | ۵٬۸۳۷            | ۴۶۲                | ۱۰۱۵/۱۰۰۰ |      |
| ۱۱   | VS | بخش ویساکهاپتنام   | ویساکاپاتنام | ویساکاپاتنام | ۴                 | ۴۶      | ۴٬۲۸۸٬۱۱۳ | ۱۱٬۱۶۱           | ۳۴۰                | ۱۰۰۶/۱۰۰۰ |      |
| ۱۲   | VZ | بخش ویزیانا گرام   | ویزیاناگارام | ویزیاناگارام | ۲                 | ۳۴      | ۲٬۳۴۲٬۸۶۸ | ۶٬۵۳۹            | ۳۸۴                | ۱۰۱۶/۱۰۰۰ |      |
| ۱۳   | WG | منطقه گوداوری غربی | ایلورو       | ایلورو       | ۴                 | ۴۶      | ۳٬۹۳۴٬۷۸۲ | ۷٬۷۴۲            | ۴۹۰                | ۱۰۰۴/۱۰۰۰ |      |

منابع:
- Andhra Pradesh State Portal[۲]